# LaToya Thomas
LaToya Monique Thomas (* 6. Juli 1981 in Greenville, Mississippi, Vereinigte Staaten) ist eine ehemalige US-amerikanische professionelle Basketball-Spielerin. Zuletzt spielte sie für die Minnesota Lynx in der Women’s National Basketball Association.

## Karriere

### College
LaToya Thomas spielte bis 2003 für die Lady Bulldogs, das Damen-Basketballteam der Mississippi State University. Thomas erzielte während ihrer Zeit an der MSU 2.981 Punkte für die Lady Bulldogs, was keiner Spielerin und keinem Spieler bis jetzt gelang. Des Weiteren hält sie noch Lady Bulldogs-Rekorde in Rebounds, Blocks, Würfen, Körben, Freiwurfversuchen und verwandelten Freiwürfen.

### Women’s National Basketball Association
Durch ihre starken Leistungen am College wurde Thomas im WNBA Draft 2003 von den Cleveland Rockers an der ersten Stelle ausgewählt. Thomas konnte nur in der Saison 2003 für die Rockers spielen, denn die Rockers wurden nach dieser Saison aufgelöst. Somit fand vor dem WNBA Draft 2004 ein Dispersal Draft statt, wo die Spielerin von den Rockers auf die restlichen Teams der WNBA aufgeteilt wurden. Bei diesem Draft wurde sie an der insgesamt dritten Stelle von den San Antonio Silver Stars ausgewählt. Thomas spielte 2004 eine gute erste Saison für die Silver Stars. In der Saison 2005 bekam sie nicht mehr so viel Spielzeit und war nur mehr in 12 von 21 Spielen in der Startformation. In der Saison 2006 stand sie schließlich im gar keinem Spiel mehr in der Startformation der Silver Stars. In der Saison 2007 spielte sie erstmals für die Los Angeles Sparks. In dieser Saison stellte sie mit 2,3 Rebounds, 7,7 Punkten und 18 Minuten Spielzeit pro Spiel, jeweils einen neuen persönlichen Negativrekord auf. Am 6. Februar 2008 wurde Thomas im Expansion Draft von den Atlanta Dream ausgewählt. Noch am selben Tag wurde Thomas samt einen Zweitrunden-Pick (insgesamt 18. Pick) zu den Detroit Shock für Ivory Latta transferiert. Nachdem Thomas 7 Spiele in der Saison 2008 für die Shock absolviert hatte, wurde sie am 22. Juni 2008 zu den Minnesota Lynx für Eshaya Murphy transferiert. Dort hatte sie in der Saison noch elf Einsätze. Nachdem sie in der Saison 2008 nie in der Startformation gestanden und die schwächsten statistischen Werte ihre WNBA-Karriere erzielt hatte, endete damit auch ihre Zeit in der WNBA.